# Днепровский национальный университет имени Олеся Гончара
Днепровский национальный университет имени Оле́ся Гончара́ (сокращённо ДНУ) (укр. Дніпровський національний університет імені Оле́ся Гончара́) — университет в городе Днепре, одно из крупнейших высших учебных заведений Украины. Основан в 1918 году.

## Названия
- 1918–1920 — Екатеринославский университет
- 1920–1933 — Институт народного образования
- 1933–1954 — Днепропетровский государственный университет (ДГУ)
- 1954–2000 — Днепропетровский государственный (с 2000 — национальный) университет им. 300-летия воссоединения Украины с Россией
- с 2008 — Днепропетровский (с 2017 — Днепровский) национальный университет (ДНУ) имени Оле́ся Гончара́

## История

### Предыстория
Первая попытка основать в Екатеринославе университет была предпринята ещё на заре существования города — 4 (15) сентября 1784 года императрицей Екатериной II был издан соответствующий указ. Место для университета было определено между нынешней областной больницей и казармами Симферопольского полка. Однако по причине отсутствия в казне средств, а также смерти инициаторов проекта (Екатерины Великой и князя Г. А. Потёмкина — главного «устроителя» Екатеринослава), эти планы так и не были воплощены в жизнь.
Практические шаги на пути основания Екатеринославского университета начали осуществляться с конца XIX — начала XX веков. Когда во время Первой мировой войны из мест прохождения боевых действий началась эвакуация высших учебных заведений, екатеринославская интеллигенция просила перевести один из них в Екатеринослав. Однако эти усилия не увенчались успехом.
Летом 1916 года в городе было открыто первое учреждение высшего образования — Высшие женские курсы (которым было суждено в будущем стать материальной базой для основания мультипредметного университета) в составе 2 факультетов — физико-математического (с естественно-историческим и математическим отделениями) и медицинского. Официальное открытие курсов состоялось 15 сентября 1916 года[календарный стиль?], а в конце того же года при содействии В. И. Вернадского они получили статус высшего учебного заведения.

### Основание университета
20 мая 1918 года Екатеринославская губернская земская управа, подконтрольная установившемуся недавно режиму гетмана Скоропадского, обратилась в Министерство народного просвещения Украинской державы с ходатайством:

Потребность открытия университета в Екатеринославе очень велика. Об этом екатеринославское земство давно уже ходатайствовало, но разрешения старое русское правительство не давало. Теперь же... с образованием украинского самостоятельного государства положение изменилось в пользу украинского народа. Земская управа, имея надежду, что в открытии университета не будет отказано, покорнейше просит Министерство народного просвещения открыть в этом же 1918 г. Государственный университет в городе Екатеринославе в составе таких факультетов: юридического, историко-филологического, физико-математического и медицинского, для  которого земство имеет клинику — земскую больницу...
Оригинальный текст (укр.)Потреба відкриття університету у Катеринославі дуже велика. Про це катеринославське земство давно вже клопоталось, але дозволу старий російський уряд не давав. Тепер же… з утворенням української самостійної держави становище змінилось на користь українського народу. Земська управа, маючи надію, що у відкритті університету не буде відмовлено, найпокірніше прохає Міністерство народної освіти відкрити в цім же 1918 р. Державний університет у місті Катеринославі у складі таких факультетів: юридичного, історико-філологічного, фізико-математичного та медичного, задля якого земство має клініку — земську лікарню…

Было решено, что новое учреждение будет создано на базе Высших женских курсов. Официальное подписание устава Екатеринославского университета состоялось 20 августа 1918 года. Эта дата считается датой основания университета.
Учебное заведение было открыто в составе 4 факультетов:
- историко-филологического;
- юридического;
- медицинского;
- физико-математического.

#### Начало образовательной деятельности
Екатеринославский университет был учреждён как частное учебное заведение. Источником его существования были, в основном, плата за обучение, пожертвования (например, собрание совета присяжных поверенных в честь открытия университета ассигновало ему 5 тыс. руб.), собрания с благотворительных вечеров и т.п.
Летом 1918 года университет осуществил набор учащихся на 1918/1919 учебный год в количестве 2 750 человек, в том числе на медицинском факультете — 1 150, юридическом — 600, физико-математическом и историко-филологическом — по 500. Обучение было платным — от 300 до 500 руб. в год (в зависимости от факультета) и велось на русском языке. Размещался университет в своём современном корпусе № 2 по проспекту Дмитрия Яворницкого, 36. Согласно уставу к лекциям и практическим занятиям допускались вольнослушатели на основе правил, утверждённых советом университета. 14 сентября 1918 года состоялись первые выборы ректора. Ректором был избран известный ученый-биолог, директор гистологического института при Московском университете профессор В. П. Карпов.
Проректором университета был избран известный украинский ученый, специалист в области горного дела, профессор П. Н. Леонтовский; учёным секретарём — профессор М. В. Головинский. Первыми деканами были избраны профессора медицинского факультета — Н. А. Кабанов, известный терапевт и общественный деятель, ученик знаменитого профессора А. А. Остроумова; историко-филологического — М. К. Любавский, выдающийся учёный-историк, по протекции которого в Екатеринослав прибыли множество преподавателей из Московского университета, последователь выдающегося русского историка В. А. Ключевского; физико-математического — Г. Ю. Тимофеев, авторитетный учёный-химик; юридического — Ф. В. Тарановский, известный учёный-юрист.
До начала 1918/19 учебного года планировалось открыть кафедры философии, классической философии, истории Украины (которую должен был преподавать Д. И. Яворницкий — известный украинский историк, действительный член Императорского Русского археологического общества), России, славянских языков, сравнительного языкознания, истории русской и западноевропейской литературы, общей истории, украинского языка и литературы. Предусматривалась также организация кафедр истории искусств, истории церкви, археологии и др. На медицинском факультете — открытие фармацевтического отделения с предварительным набором 150 чел.
Когда в ноябре 1918 году Украинская академия наук сформировала свой первый состав, то одним из 12 её действительных членов стал профессор Екатеринославского университета Ф. В. Тарановский (отделение социальных наук).
На 14 декабря 1918 года было запланировано торжественное открытие Екатеринославского университета, во все вузы страны были разосланы приглашения на церемонию.

#### Во время гражданской войны
В ноябре 1918 года на Украине поднялось антигетманское воосстание, по всему краю вновь разразились вооружённые столкновения и «многовластие». Первый семестр в Екатеринославском университете был окончен 14 декабря 1918 года в связи с тяжёлыми политическими и военными обстоятельствами, сложившимися в городе. Торжественная церемония открытия вуза была отложена на неопределённый срок, а потом и вовсе отменена. Состояние университета стало чрезвычайно тяжёлым.  Наметился раскол на политической основе в преподавательской и ученической среде. Вуз был лишен всех государственных субсидий со стороны гетманского правительства, которое хотя и относилось лояльно к деятельности университета, однако рассматривало его как полностью частное учреждение, которое не получает никакой помощи из государственной казны. Университет был лишён помещения, многие факультеты переезжали с места на место. 21 января 1919 года попечительский совет вуза ходатайствовал в Министерство народного просвещения воссозданной Директорией Украинской Народной Республики о передаче университету Потёмкинского дворца, однако это ходатайство, из-за падения Директории, так и не было рассмотрено.
С установлением в Екатернинославе советской власти, согласно постановлению Совнаркома Украины «О переходе всех частных высших учебных заведений на содержание государства», срок перехода Екатеринославского университета в государственную собственность устанавливался с 26 января 1919 года. Финансовое состояние университета этот период существенно улучшить не удалось, однако важным стало то, что большевики закрепили за университетом земли, которыми он уже владел, и предоставили новый земельный участок под строительство лабораторных корпусов. Согласно постановлению о введении в силу «Временного положения… об управлении высшими учебными заведениями» от 10 марта 1919 года должности ректора и проректора упразднялись, а их функции должен был выполнять комиссар вуза, который назначался Наркоматом образования. Комиссаром Екатеринославского университета был сначала студент Карташов, а потом — студент Морозов.
На март 1919 года в университете обучалось 4 100 студентов. В Екатеринославе в то время существовал студенческий кооператив, при котором работал издательский отдел. Благодаря его деятельности издавались учебники и пособия местной профессуры, что в определённой степени снимало напряжённость, обусловленную отсутствием учебной литературы. Однако материальное положение всё равно оставалось тяжелейшим. Ректор университета В. П. Карпов писал в Наркомат продовольствия с просьбой «во избежание… полного краха и развала (...) немедленно переслать аванс миллион рублей счёт сметы….». Но ответа из Киева так и не пришло — большевистское правительство бежало из него, в город вошли части Добровольческой армии, которые взяли под свой контроль и большую часть территории современной Украины. Впоследствии профессор Карпов вспоминал:
С этого момента началась страшная пора для Екатеринославского университета. Добровольческая власть не захотела признать Екатеринославский университет государственным. Она признала таковым Симферопольский и отпустила только единовременно небольшую сумму. В кассе университета денег не было, жалование выплачивать стало нечем, и положение сотрудников стало прямо критическим. Занятия, правда, начались, но тут на смену белым явился Махно. Полтора месяца город подвергался постоянному обстрелу со стороны белых, но внутри его грабили махновцы. Занятия волей-неволей прекратились.
Из-за постоянного перехода города из рук в руки враждующих группировок осенний семестр 1919 года был отменён. 30 декабря 1919 года в Екатеринославе окончательно утвердилась советская власть. Постановлением совета университета было решено оба семестра 1919/1920 учебного года провести до осени 1920 года. С марта, после оправки вуза и города от недавних потрясений, начались интенсивные занятия, и к середине июля оба семестра 1919/1920 учебного года были завершены. После кратковременных 2-недельных каникул, в августе 1920 года был начат новый учебный год.

### Институт народного образования
24 февраля 1920 года была издана «Временная инструкция губернским отделам народного образования», в соответствии с которой предписывалось принять срочные меры относительно высшего образования и прежде всего наладить обучение в технических вузах, а также ликвидировать старые юридиечский и историко-филологический факультеты и браться за организацию институтов народного образования. В соответствии с этим решением в апреле — мае 1920 года учительский институт, который работал в Екатеринославе с 1910 года, и Высший педагогический институт, открытый в 1917 году, были объединены в Екатеринославский институт народного образования. Сам Екатеринолавский университет распался на отдельно действующие физико-математический и медицинский факультеты, тогда как юридический и историко-филологический были упразднены. В начале 1920 года медицинский факультет был преобразован в медицинскую академию, а через год — в полноценный медицинский институт. Осенью того же года на базе физико-математического факультета был создан Институт теоретических наук. Летом 1921 года Екатеринославский институт народного образования и Институт теоретических наук были объединены в единый Екатеринославский институт народного образования. Окончательно организационные преобразования были завершены летом 1921 года, когда учебное заведение получил новое название — Екатерниославский (с 1926 — Днепропетровский) высший институт народного образования. В его составе оказалось два подразделения: факультет социального воспитания с отделениями дошкольного воспитания и подготовки классных руководителей и факультет профессионального образования в составе физико-математического, естественно-исторического, химического, социально-исторического (вместо закрытого юрфака), геолого-географического и словесно-литературного отделений.
В начале 1920-х годов численность стужентов вуза несколько уменьшилась (в связи с закрытием юридического факультета), однако всё-таки была внушительной и составляла 1 389 чел. Ректором института в 1921 году был назначен М. Ф. Злотников, котрому тогда было 32 года; в связи с постановлением СНК УССР также был назначен политкомиссар вуза — А. П. Лучин. В то же время преобразование университета в ИНО спровоцировало отъезд части преподавательского состава из провинциального в научном отношении Екатеринослава в крупные центры — Москву, Одессу, Симферополь. В 1923 году при ИНО был открыт рабфак. Екатеринославский высший институт народного образования считался одним из лучших на Украине, о чём свидетельствует получение им второй премии на Всеукраинской выставке социального образования .
В 1951 году открылся физико-технический факультет.
Награждён орденом Трудового Красного Знамени (1968).
С 2000 года университет получил статус национального.
В 1930-е годы носил имя В. В. Куйбышева. С 1954 года носил имя 300-летия Воссоединения Украины с Россией.
25 июня 2008 года университету было присвоено имя О. Гончара.
С университетом связана деятельность учёных, академиков АН СССР и АН УССР (Л. В. Писаржевского, А. Н. Динника, Г. В. Курдюмова, В. И. Моссаковского, П. П. Ширшова, Г. Н. Савина, М. К. Янгеля и др.)

## Структура[19]

### Факультеты
- Украинской и иностранной филологии и искусствоведения
- Общественных наук и международных отношений
- Исторический
- Психологии и специального образования
- Прикладной математики
- Экономики
- Систем и средств массовых коммуникаций
- Юридический
- Физики, электроники и компьютерных систем
- Физико-технический
- Механико-математический
- Химический
- Биолого-экологический
- Медицинских технологий, диагностики и реабилитации

### Колледжи
- Машиностроительный профессиональный колледж
- Профессиональный колледж ракетно-космического машиностроения
- Желтоводский промышленный профессиональный колледж (г. Жёлтые Воды, Днепропетровская область)
- Профессиональный колледж экономики и бизнеса

### Центры
- Учебно-методический центр последипломного образования, повышения квалификации и доуниверситетской подготовки
- Учебно-методический центр заочной и вечерней форм обучения
- Истории и развития украинского языка
- Юридическая клиника
- Психологическая служба
- Региональный научно-методический центр дистанционного обучения
- Региональный центр интенсивного обучения иностранным языкам и подготовке к оценке уровня знаний по системам международных сертификатов
- Региональный дистанционный центр учащихся и студенческих олимпиад

Институты
- биологии (исследование биофизики сложных систем, наземной экологии и рекультивации земель, физиологии и молекулярной биологии растений).
- геологии (геология, палеонтология, гидрогеология и геоэкология Украины).
- энергетики (научно-исследовательские работы института направленные на развитие солнечных и ветровых энергетических систем, а также перспективных систем ракетно-космической техники и энергосберегающих технологий).[источник не указан 697 дней]

## Издания
- Исследования по истории и философии науки и техники, ранее «Вестник Днепропетровского университета. Серия: История и философия науки и техники» (1993—2017).
- Современные исследование по немецкой истории

## Известные выпускники
- Аркадий Штыпель
- Диана Штайн[20]